# 岡林理恵
岡林 理恵（おかばやし りえ、1969年4月29日 - ）は、日本の元女子プロレスラー。身長165cm、体重64kg、血液型AB型で、東京都中野区出身である。

## 経歴・戦歴
1985年
- 7月25日、神奈川・大和車体工業体育館において、坂本あけみと組み、対コンドル斎藤、永堀一恵戦でデビュー。
- 10月26日、新人王トーナメントの1回戦で神崎文枝に体固めで敗れる。

1986年
- 7月1日、茨城・水戸市体育館にて佐藤真紀メモリアルトーナメントの1回戦が行われ神崎文枝に敗れる。この試合を最後に病気欠場し、復帰せずにそのまま廃業する。選手生活としては1年間であった。

## 備考
- 北斗晶オフィシャルブログ 2010年10月25日付の書き込みでは ｢あたしと苦楽を共にした同期は…。この人達｣ との文中に岡林の名前も入っており、現在消息不明と記されている。また北斗は、岡林以外にも現在消息がつかめない同期の元選手である浅生恭子、石黒泰子らの情報提供を自身のブログで呼び掛けている｡
- 文中には夫の佐々木健介の事務所である健介オフィスの住所等が記載されており、「北斗晶の同期知っています、迄」と書き込んでいる[1]。
- 新人オーディションには右肩にサポーターを巻いて参加していた。新人王トーナメントの試合でもサポーターは巻いていないものの、対戦相手の神崎にその痛めている右肩を集中して攻められ、試合中は苦しい表情を見せていた｡
- この新人王トーナメントの神崎とのシングル戦の模様は、フジテレビで夕方の30分枠で放送されていた『女子プロレスタイム』内で放送されている。
- 同時期にデビューした神崎文枝、中島小百合らと共に「崖っぷち」と称されていた時期もあり、鈴木美香[2]、浅生恭子、中島小百合を加えて「オペロン同盟」の1人として加入していた事もあった。またベースボール・マガジン社の『デラプロ』にも特写を加えて掲載されていた事がある。またルックスも良く、アイドルレスラーの一人としても活躍していた。